# District de Gongnong
Le district de Gongnong (工农区 ; pinyin : Gōngnóng Qū) est une subdivision administrative de la province du Heilongjiang en Chine. Il est placé sous la juridiction de la ville-préfecture de Hegang.